# Calle Conde de Torrejón
La calle Conde de Torrejón es una vía pública de la ciudad española de Sevilla.

## Descripción
La vía nace de un punto en el que confluye con otras calles —como Barco, Joaquín Costa, Amor de Dios, Correduría y Quintana— y discurre luego hasta llegar a Feria, donde conecta con Palacios Malaver. Aparece descrita en la Noticia histórica del origen de los nombres de las calles de esta ciudad de Sevilla (1839) de Félix González de León con las siguientes palabras:

Calle de Torrejon. (conde de). Corresponde al cuartel C. y en la parroquia de san Martin. Ignoro quien sea el conde de Torrejon, ni que tenga en esta calle. Es muy ancha que pasa desde la del Barco, á la del Caño Quebrado.
(González de León, 1839, p. 440)